# دختران (فیلم ۱۹۵۷)
«دختران» (انگلیسی: Les Girls) فیلمی در ژانر موزیکال به کارگردانی جرج کیوکر است که در سال ۱۹۵۷ منتشر شد.
این فیلم برنده جایزه گلدن گلوب بهترین فیلم موزیکال یا کمدی در سال ۱۹۵۷ شده است.

## بازیگران
- جین کلی
- کی کندال
- میتزی گینور
- تائینا الگ
- لزلی فیلیپس
- هنری دانیل
- پاتریک مکنی
- لیلیان چاوین
- نستور پایوا